# Jean Nicolas Éloi Mathis
Pour les articles homonymes, voir Mathis.
Jean Nicolas Eloi Mathis, né le 25 juin 1771 à Tholey (Allemagne), mort le 6 novembre 1841 à Beaufort-en-Vallée (Maine-et-Loire), est un général allemand de la Révolution et de l’Empire.

## États de service
Le 12 avril 1793, il passe capitaine au 1er régiment de hussards, et il sert de 1793 à 1795, dans l’armée des Pyrénées orientales, avant de rejoindre l’armée d’Italie l’année suivante.
Le 22 novembre 1801, il commande les guides de l’armée du général Leclerc, destiné à l’Expédition de Saint-Domingue, et il est promu chef d’escadron le 21 mai 1802. Le 18 avril 1803, il prend la tête d’un escadron du 1er hussards, et le 21 avril 1805, il est affecté au 7e régiment de hussards.
De 1805 à 1807, il participe aux campagnes d’Autriche, de Prusse et de Pologne. Il est fait chevalier de la Légion d’honneur le 14 mars 1806, et il est blessé le 26 octobre 1806, à la bataille de Zehdenick. 
Il est nommé colonel le 17 janvier 1807, commandant le 2e régiment de chasseurs à cheval. Il est élevé au grade d’officier de la Légion d’honneur le 7 juillet 1807, et il est créé baron de l’Empire le 15 octobre 1809.
En 1812, il fait la campagne de Russie au sein de la 1re brigade (général Pajol) du 1er corps du maréchal Davout. Il participe aux batailles de Smolensk les 16 et 17 août 1812, de la Moskova le 7 septembre, et de Krasnoï du 15 au 18 novembre.
Pendant les Cent-Jours, il est promu général de brigade le 9 juin 1815, mais sa promotion est annulé par décret royal en date du 1er août 1815, et il est mis à la retraite avec le grade de colonel.
Il meurt le 6 novembre 1841, à Beaufort-en-Vallée.

## Armoiries
- Baron de l’Empire le 19 mars 1808 (décret), le 15 octobre 1809 (lettres patentes)

- Coupé le premier parti de sinople au sabre en bande, accompagné de deux molettes, le tout d'argent et de gueules au signe des barons tirés de l'armée : le deuxième d'argent au cheval effrayé de sable, soutenu de gueules - Livrées : rouge, blanc et verd, le verd en bordure seulement 

## Dotation
Le 17 mars 1808, dotation de 4 000 francs sur les biens réservés en Westphalie.

## Sources
- (en) « Generals Who Served in the French Army during the Period 1789 - 1814: Eberle to Exelmans »
- Thierry Pouliquen, « Les généraux français et étrangers ayant servis [sic] dans la Grande Armée » (consulté le 28 mai 2014)
- « La noblesse d’Empire » (consulté le 28 mai 2014)
- (pl) « Napoléon.org.pl »
- Dominique Labarre de Raillicourt, Les généraux des Cents jours et du gouvernement provisoire (mars-juillet 1815), chez l’auteur, 1963, p. 43.